# 武市健人
武市 健人（たけち たてひと、1901年5月1日 - 1986年2月16日）は、日本の哲学研究者。学位は、文学博士（東北大学・1950年）。神戸大学名誉教授。

## 略歴
1901年、高知県で生まれた。東北帝国大学法文学部で学び、卒業後は東北帝国大学講師に就いた。
戦後の1948年、神戸大学文理学部教授に就任。1950年、学位論文『弁証法論理の研究』を東北大学に提出して文学博士号を取得。1965年、神戸大学を定年退官し、名誉教授となった。その後は大阪経済法科大学教授として教鞭を執った。

## 研究内容・業績
ヘーゲル、史的唯物論を研究テーマとし、ヘーゲルの著作を数多く翻訳した。

## 著作
著書
- 『歴史存在論の研究：実在的存在と体系的存在』桜井書店 1943
- 『ニヒリズムと唯物史観』福村書店 1947
- 『ヘーゲル論理学の世界 その資本論への聯関』福村書店 1947-1948
- 『ヘーゲルとマルクス』福村書店 (ロゴス新書) 1950
- 『史的唯物論の基本構造』評論社 1950
- 『ヘーゲル論理学の体系 弁証法の基本構造』岩波書店 1950
- 『ハイデッガー批判と唯物論の問題 現代哲学の研究』現代思潮社 1963
- 『弁証法の急所』丘書房(人文叢書)1983
- 『ヘーゲル論理学の体系』清水正徳編 (こぶし文庫) 1995

著作集
- 『武市健人選集』(全5巻) 福村出版 1971

1. 『弁証法の問題』
2. 『ヘーゲルとマルクス』
3. 未刊
4. 『実存哲学の問題』
5. 『非情の哲学』

共著
- 『哲学概論』山本英一共編 三和書房 1957
- 『哲学原論』山本英一共編 法律文化社 1960[2]
- 『論理学概論 形式論理学・記号論理学・弁証法』清水正徳・田口寛治共著 青春出版社 1959

翻訳
- 『哲学概論』ヘーゲル著、高橋里美共訳、岩波書店 1932
- 『哲学史』(ヘーゲル全集 11・上巻) 岩波書店 193X
- 『大論理学　下巻』(ヘーゲル全集 8) 鈴木権三郎共訳、岩波書店 1946
- 『哲学入門』ヘーゲル著、岩波文庫  1952
- 『歴史哲学』(ヘーゲル全集 10) ヘーゲル著、岩波書店 1954  
  - 『歴史哲学』岩波文庫 1971
- 『大論理学』(ヘーゲル全集 6-8) ヘーゲル著、岩波書店 1956-1961
- 『哲学史序論 哲学と哲学史』ヘーゲル著、岩波文庫 1967

論文
- 「實存哲學、ニーチェの哲學、西田哲學 ：歷史的唯物論の意味の探究のために」『哲學研究』35-6, 1951年, 381-403頁PDF
- 「ヘーゲル哲學の體系と性格：「有―無―成」と價値論との辨證法についての再論」『哲學研究』38-5, 1956年, 269-292頁.PDF